# Владимир Куситасев
Владимир (Миро) Тасев или Куситасев е български революционер, деец на Вътрешната македоно-одринска революционна организация.

## Биография
Куситасев е роден през 1882 в Прилеп, в Османската империя, днес Северна Македония. В 1901 година завършва с шестнадесетия випуск Солунската българска мъжка гимназия. Става пълномощник на Централния комитет на ВМОРО и ръководител на терористичните групи в Солун. През Илинденско-Преображенското въстание Куситасев е четник при Кръстьо Асенов и е избран за районен началник на Ениджевардарско.
Умира в 1904 година в Солун.